# FK Tschita
Der FK Tschita (russisch ФК Чита) ist ein russischer Fußballverein aus der südostsibirischen Stadt Tschita.

## Geschichte
Der Club wurde im Jahr 1974 als Lokomotive Tschita gegründet. Diesen Namen behielt der Verein bis 2005.
Lokomotive spielte 1974 und 1977 in der dritthöchsten sowjetischen Spielklasse. Im Jahr 1978 ist die Mannschaft abgestiegen. Im Jahr 1984 kehrte der Verein in diese Liga zurück und blieb bis zur Auflösung der Sowjetunion im Jahr 1991 drittklassig.

Altes Logo von FK Tschita

Im Jahr 1992 wurde das Team in die neu gegründete 1. Division eingeteilt und musste 2005 zwangsabsteigen. In der Spielzeit 2008 wurde die Meisterschaft in der 2. Division „Ost“ gewonnen. Somit kehrte FK Tschita in die 1. Division zurück. Dort hielt sich der Klub jedoch nur eine Saison und musste nach der Saison 2009 als 4. Absteiger zurück in die 2. Division „Ost“. 2017 nach dem Gewinn der Staffelmeisterschaft Ost in der 2. Division konnte der erneute Aufstieg in die 1. Division gefeiert werden.

## Erfolge
- Staffelmeister der 2. Division: 2008, 2017